# 別山村
別山村（べつやまむら）は、かつて新潟県刈羽郡にあった村。

## 沿革
- 1889年（明治22年）4月1日 - 町村制施行に伴い刈羽郡別山村、灰爪村、尾之内村、上山田村が合併し、別山村が発足。
- 1901年（明治34年）11月1日 - 刈羽郡中川村と合併し、内郷村となり消滅。